# Prenolepis subopaca
Prenolepis subopaca (лат.) — вид муравьёв рода Prenolepis из подсемейства Formicinae (Formicidae), включающий мелких по размеру и как правило земляных насекомых.

## Распространение
Юго-Восточная Азия: Индонезия, Малайзия, Сингапур.

## Описание
Рабочие мелкие, имеют длину от 2,74 до 4,29 мм, основная окраска коричневая. От близких видов (P. jerdoni) отличается опушением на груди, матовой поверхностью и более крупными глазами. Заднегрудка округлая без проподеальных шипиков. Усики длинные, у самок и рабочих 12-члениковые (у самцов усики состоят из 13 сегментов). Жвалы рабочих с 5-7 зубцами. Нижнечелюстные щупики 6-члениковые, нижнегубные щупики состоят из 4 сегментов. Голени средних и задних ног с апикальными шпорами. Стебелёк между грудкой и брюшком состоит из одного сегмента (петиоль).

## Классификация
Вид был впервые описан в 1900 году итальянским энтомологом Карло Эмери под первоначальным названием Prenolepis jerdoni subopaca Emery, 1900 по материалам с острова Суматра. В 2016 году таксон получил отдельный видовой статус в ходе ревизии, проведённой американскими мирмекологами Jason L. Williams (Entomology & Nematology Department, University of Florida, Gainesville, Флорида, США) и John S. LaPolla (Department of Biological Sciences, Towson University, Таусон, Мэриленд, США).